# 釧路開発埠頭

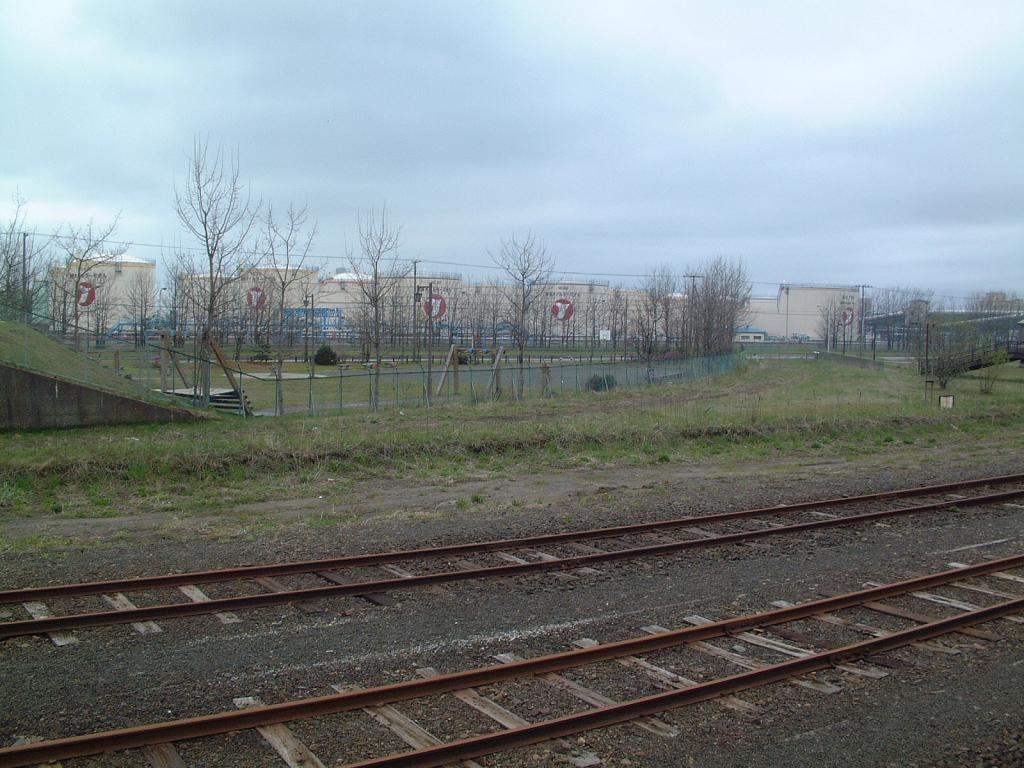
釧路開発埠頭 西港線跡

釧路開発埠頭株式会社（くしろかいはつふとう）は、かつて北海道釧路市で貨物鉄道事業を行っていた第三セクター方式の会社である。日本貨物鉄道（JR貨物）や釧路市、石油元売5社などが出資していた。
雄別鉄道から承継した埠頭線と、東北海道各地への石油輸送を行っていた西港線の2路線を有していた。埠頭線は1984年に廃止され、西港線も1981年の石勝線開通による石油直送化、トラック輸送への切り替えなどで、輸送量が大幅に減少したため、1999年6月に石油輸送を終了した後、同年9月に鉄道路線を廃止、会社は解散した。

## 歴史
- 1960年11月14日 - 釧路港の港湾施設運営のために、会社設立。
- 1970年04月15日 - 埠頭線を雄別鉄道から引継ぐ。
- 1975年10月01日 - 日本国有鉄道と石油元売5社が出資を開始。
- 1977年12月01日 - 西港線開業。
- 1984年02月01日 - 埠頭線廃止[1]。
- 1999年09月10日 - 西港線廃止。
- 2000年03月22日 - 会社解散。

## 路線
- 埠頭線：新富士駅 - 北埠頭駅 2.1km …1984年2月1日廃止[1]。
- 西港線：新富士駅 - 西港駅 1.7km …1999年9月10日廃止。

## 輸送・収支実績
| 年度 | 貨物輸送数量（トン） | 鉄道業営業収入（千円） | 鉄道業営業費（千円） |
| ---- | -------------------- | ---------------------- | -------------------- |
| 1979 | 715,028              | 337,699                | 311,115              |
| 1980 |                      |                        |                      |
| 1981 |                      |                        |                      |
| 1982 | 585,968              | 306,834                | 297,306              |
| 1983 |                      |                        |                      |
| 1984 | 382,412              | 210,808                | 248,988              |
| 1985 | 310,260              | 168,508                | 219,957              |
| 1986 | 306,610              | 165,999                | 201,748              |
| 1987 | 248,626              | 132,164                | 159,685              |
| 1988 | 266,885              | 140,707                | 151,362              |
| 1989 | 255,566              | 135,001                | 129,310              |
| 1990 | 136,920              | 78,680                 | 73,263               |
| 1991 | 143,641              | 79,571                 | 69,569               |
| 1992 | 144,985              | 110,193                | 97,222               |
| 1993 | 143,496              | 114,483                | 106,240              |
| 1994 | 144,594              | 115,591                | 103,040              |
| 1995 | 162,530              | 126,257                | 101,171              |
| 1996 | 140,411              | 114,179                | 102,291              |
| 1997 | 60,275               | 74,880                 | 88,995               |
| 1998 | 34,952               | 61,687                 | 69,765               |
| 1999 | 652                  |                        |                      |

- 民鉄主要統計『年鑑世界の鉄道』1983年『年鑑日本の鉄道』1985年、1987年-2002年

## 車両
C11形
C11形蒸気機関車C111の1両が在籍していた。
C111は1947年日本車輌製造製の蒸気機関車で、国鉄C11形蒸気機関車をベースにした江若鉄道の自社発注車(愛称ひえい)。1957年に雄別炭礦鉄道に譲渡(車番変更なし)。1970年雄別鉄道廃止に伴い、KD1301とともに釧路開発埠頭へ譲渡される。埠頭線で運行されたが、1974年にKD5002が増備されると廃車となった。その後、江別市の個人が静態保存していたが、2018年に東武鉄道が譲受し整備及び改番(C111→C11 123)の上、2022年7月18日より東武鬼怒川線SL大樹の牽引機として動態保存が開始された。
KD13形
KD1301、KD1303号の2両が在籍していた。
KD1301は1966年日本車輌製造製の液体式ディーゼル機関車で、国鉄DD13形類似のセンターキャブ式の運転整備重量55t級。DMF31SBを2基搭載する。雄別鉄道のYD1301を同鉄道廃止後の1970年に譲受したもの。西港線廃止後の2000年に太平洋石炭販売輸送臨港線に譲渡され、同線D801となる(同線2019年廃止により廃車、2022年解体)。
KD1303は1969年日立製作所製の液体式ディーゼル機関車でKD1301同様の国鉄DD13形類似のセンターキャブ式の運転整備重量55t級。DMF31SBIを2基搭載する。元は夕張鉄道DD1001で、1975年に同線廃止後、鹿ノ谷駅から分岐していた北海道炭鉱汽船化成工業所専用鉄道が車番DD1001のまま譲受。1978年同線廃止となると、北海道炭鉱汽船清水沢鉱業所専用線に転籍しD1001となった。1981年同線廃止に伴い譲受しKD1303となる。西港線廃止後に廃車され解体済。
KD50形
1974年日本車輌製造製の液体式ディーゼル機関車で、セミセンターキャブ式の運転整備重量50t機。機関はDMF31SBを1基搭載する。KD5002号の1両が在籍していた。同車の導入によりC11形蒸気機関車C111が置き換えられた。西港線廃止後に廃車され解体済。

## 関連事業
石油類の鉄道輸送の減少に対応するため、1990年からタンクローリーによる貨物自動車運送事業を営んでいた。
また、1997年からはJR貨物の機関車の構内入換誘導業務、給油・給砂業務、貨車の交番検査業務を受託していた。